# Bam Bam (Camila Cabello)
Bam Bam is een nummer van de Cubaans-Amerikaanse zangeres Camila Cabello uit 2022, in samenwerking met de Britse singer-songwriter Ed Sheeran. Het is de tweede single van Cabello's derde studioalbum Familia.
Het was de tweede keer dat Cabello en Sheeran samenwerkten; tweeënhalfjaar eerder deed het duo dat al op South of the Border. "Bam Bam" gaat over een relatiebreuk die de ik-figuur probeert weg te dansen. Het nummer  leverde Cabello en Sheeran een wereldwijde hit op. Hoewel het in de Amerikaanse Billboard Hot 100 een bescheiden 21e positie behaalde, werd het een top 10-hit in het Nederlandse taalgebied. In de Nederlandse Top 40 kwam het tot de 2e positie, en in de Vlaamse Ultratop 50 tot de 7e.